# وحدة حساب
وحدة الحساب  أو في علم الاقتصاد هو وحدة قياس مالية لتعريف العملة وتسجيلها ومقارنة قيمتها؛ وتعد هذه الخاصة إحدى الوظائف الأساسية للمال.
يستخدم مصطلح وحدة الحساب أو الوحدة النقدية في المحاسبة لقياس المبالغ.